# Eugongylus rufescens
Eugongylus rufescens — вид сцинкоподібних ящірок родини сцинкових (Scincidae). Мешкає в Австралазії

## Поширення і екологія
Eugongylus rufescens мешкають на півночі півострова Кейп-Йорк в Австралії, на островах Торресової протоки, на Новій Гвінеї та на сусідніх островах, а також спостерігалися на острові Ренелл в групі Соломонових островів. Вони живуть у вологих рівнинних і гірських тропічних лісах, на висоті до 1500 м над рівнем моря.